# Metrosideros ochrantha
Espèce
Statut de conservation UICN

 CR B1ab(iii)+2ab(iii) : 
En danger critique
Metrosideros ochrantha est une espèce de plantes à fleurs du genre Metrosideros et de la famille des Myrtaceae endémique des Fidji.